# Tetraommatus callidioides
Tetraommatus callidioides là một loài bọ cánh cứng trong họ Cerambycidae.